# Yōsuke Etō
Yōsuke Etō (jap. 江遠 要甫, Etō Yōsuke; * 10. Mai 1934 in Iiyama, Präfektur Nagano) ist ein ehemaliger japanischer Skispringer und Nordischer Kombinierer. Er nahm an zwei Olympischen Winterspielen teil und gewann auf nationaler Ebene mehrere Meistertitel.

## Werdegang
Etō gewann bei den japanischen nordischen Meisterschaften 1956 in Ōdate im Alter von 21 Jahren seinen ersten Meistertitel in der Nordischen Kombination. Diesen Erfolg konnte er bei den darauffolgenden Meisterschaften in Nozawa Onsen wiederholen. Auf internationaler Ebene trat er erstmals bei den Nordischen Skiweltmeisterschaften 1958 in Lahti in Erscheinung, wo er sowohl am Kombinationswettkampf als auch im Skispringen an den Start ging. Nachdem er im Kombinationsspringen bei allen drei Sprüngen über 60 Meter weit sprang, ging Etō aussichtsreich als Vierter auf die Loipe, doch verlor er mit einer durchschnittlichen Laufleistung mehrere Plätze und beendete das Rennen schließlich auf Rang 27. Beim Springen von der Normalschanze belegte er zudem den 44. Platz. Rund eine Woche später nahm Etō am prestigeträchtigen Holmenkollen-Skifestival in Oslo teil, wo er bei einem Teilnehmerfeld von über hundert Athleten den 42. Platz im Sprungwettbewerb erreichte. Bei den Olympischen Winterspielen 1960 in Squaw Valley sprang Etō im Kombinationsspringen auf den dritten Rang, verlor diese Position jedoch im Langlauf und wurde letztlich Fünfzehnter. Beim Wettbewerb von der Normalschanze wenige Tage später erreichte er den 25. Platz. Im Frühjahr 1961 gewann er in der Shiga-Hochebene seinen dritten japanischen Meistertitel.
Seine stärkste Saison absolvierte er im Winter 1961/62, in den er bereits Ende Januar mit einem sechsten Rang im Skispringen bei den traditionellen Svenska Skidspelen in Falun stark startete. Im Februar stellte er sich in Zakopane erneut bei den Nordische Skiweltmeisterschaften der Konkurrenz. Zum wiederholten Mal wurden die sportlichen Stärken und Schwächen Etōs deutlich. So lag er nach dem Kombinationsspringen in Führung, doch reichte sein Vorsprung nicht aus, um seine deutlich schwächere Laufleistung zu kompensieren. Schließlich erreichte er mit Rang zehn dennoch eine gute Platzierung. Im Spezialspringen kam er lediglich beim Wettbewerb von der Großschanze zum Einsatz und belegte dabei den 30. Platz. Im März ging Etō als Absolvent der Meiji-Universität bei der Winter-Universiade 1962 im schweizerischen Villars-sur-Ollon an den Start. Mit dem Gewinn der Silbermedaille von der Normalschanze sowie mit Rang drei im Kombinationswettbewerb war er dabei äußerst erfolgreich. Wenige Tage später nahm Etō am Holmenkollen-Skifestival in Oslo teil, wo er ähnlich wie bei den Weltmeisterschaften in Zakopane den Kombinationssprunglauf gewinnen konnte, im Endergebnis allerdings außerhalb der besten Fünf landete. Mit seinem Sprung auf 78 Meter im ersten Durchgang stellte er sogar kurzfristig einen neuen Schanzenrekord auf. Seine starke Sprungform bestätigte er mit dem sechsten Rang beim Sprungwettbewerb. In den abschließenden Saisonwochen zeigte er weiterhin herausragende Leistungen und belegte so beim Norwegian Tournament in Rælingen und Drammen zwei dritte Ränge, beim internationalen Sprungwettbewerb in Meldal den ersten sowie bei den Kiruna Skispielen in Kiruna den zweiten Platz hinter Toralf Engan.
In der Saison 1962/63 gewann Etō von der Ōkurayama-Schanze in Sapporo seinen ersten und einzigen japanischen Meistertitel im Skispringen. Im Frühling 1963 reiste Etō wieder nach Skandinavien, wo er Mitte März erneut an den Holmenkollen-Skifestival teilnahm und Rang 38 belegte. Beim Norwegian Tournament sprang er auf den 14. Platz in Drammen sowie auf den zehnten Rang in Bærum, ehe er am 2. April 1963 bei einem windreichen Wettbewerb in Mo i Rana schwer stürzte und mit Brustverletzungen in ein Krankenhaus eingeliefert werden musste. Bei den Olympischen Winterspielen 1964 in Innsbruck erreichte Etō den 27. Platz von der Normalschanze sowie Rang 44 von der Großschanze. Wenige Tage später nahm er an der internationalen Skiflugwoche in Oberstdorf teil, wo er seine persönliche Bestweite von 97 Metern erzielte. Nach der Saison trat er international nicht mehr in Erscheinung.
In den 1970er Jahren war Etō Trainer des japanischen Nationalteams in der Nordischen Kombination.

## Statistik

### Platzierungen bei Olympischen Winterspielen
| Jahr und Ort      | Wettbewerb | Wettbewerb    | Wettbewerb  |
| Jahr und Ort      | Einzel NK  | Normalschanze | Großschanze |
| ----------------- | ---------- | ------------- | ----------- |
| 1960 Squaw Valley | 15.        | 25.           | –           |
| 1964 Innsbruck    | –          | 27.           | 44.         |

### Platzierungen bei Weltmeisterschaften
| Jahr und Ort  | Wettbewerb | Wettbewerb    | Wettbewerb  |
| Jahr und Ort  | Einzel NK  | Normalschanze | Großschanze |
| ------------- | ---------- | ------------- | ----------- |
| 1958 Lahti    | 27.        | 44.           | –           |
| 1962 Zakopane | 10.        | –             | 30.         |